# Île d'Huon
L'île d'Huon (en anglais Huon Island) est une île d'une superficie de 47 ha située au sud-est de l'Australie. Elle fait partie du groupe des îles aux Perdrix proche de la côte sud-est de la Tasmanie, dans le canal d'Entrecasteaux entre l'île Bruny et la Tasmanie. L'île compte une  population réduite.

## Flore et faune
La végétation est composée principalement de fougères avec de larges forêts d'eucalyptus au nord-ouest. Les Manchots pygmées et les puffins à bec grêle se reproduisent sur l'île. Le Lapin de garenne fut introduit sur l'île à la fin du XIXe siècle. Des lapins européens furent introduits sur l'île mais ont depuis été éradiqués. Le lézard métallique y a également été recensé.